# کوه اژدها

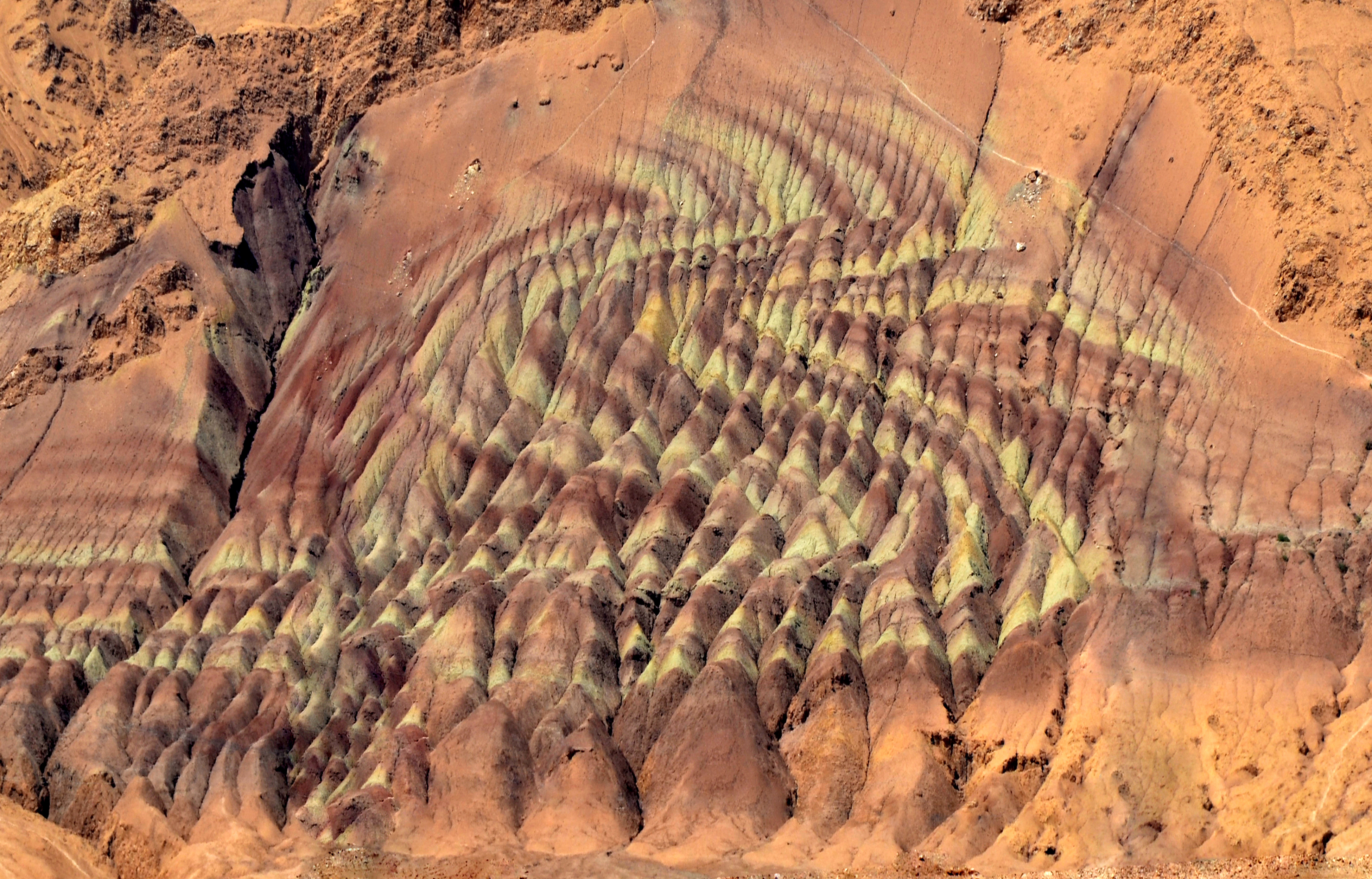
استان سمنان - گرمسار - کوه اژدها

کوه اژدها با ارتفاع ۱۲۶۵ متر در محدوده شهرستان گرمسار، بخش مرکزی، دهستان لجران و در ۱۱ کیلومتری غرب مرکز شهرستان گرمسار واقع است. این کوه با چین خوردگی منحصر به فرد یکی از نادرترین شکل‌های زمین‌شناسی در ایران است. نوارهای قرمز، قهوه‌ای و سفید رنگ به شکلی موج وار و در هم تنیده‌اند و یک ساختار خاص را پدیدآورده‌اند. این پدیده که دارای چین مرکب است در تناوبی از سنگ ماسه، شیل و سنگ جوش شکل گرفته‌است. جهت کوه شمالی ـ جنوبی بوده می‌باشد. بر روی این کوه تصویری شبیه اژدها (که روی برجستگیهایی که میان آبراهه‌های کوه از بالا به پائین دامنه آن ایجاد شده‌است) دیده می‌شود. این اثر محصول فعل و انفعالات زمین‌شناسی درطی سالیان متمادی است. رنگهای گوناگون این نقش حاصل از وجود چندین لایه خاک که هر کدام دارای عناصر ویژه‌ای هستند و به‌طور منظمی شکل گرفته‌اند، می‌باشد.

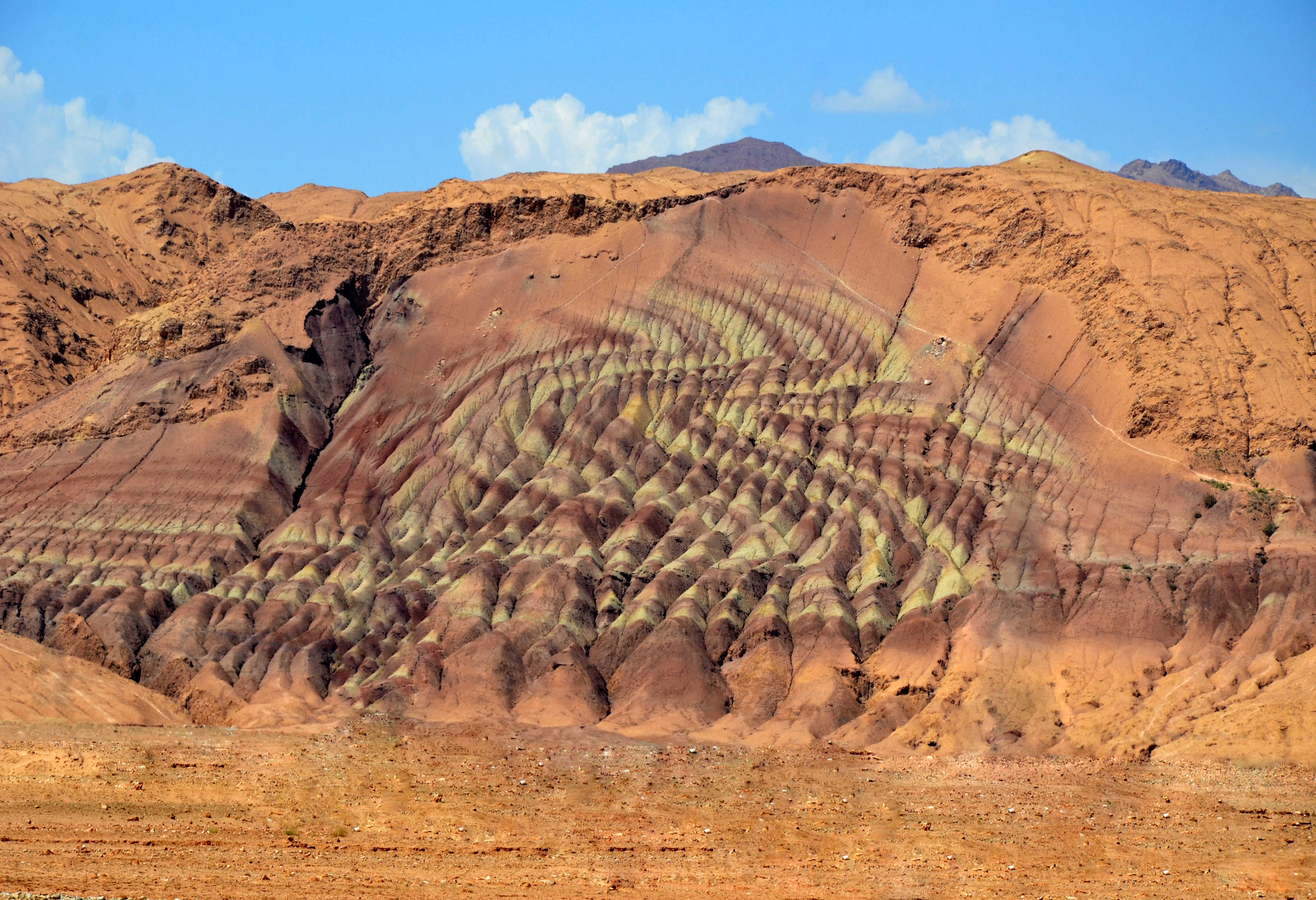
گرمسار - منطقهٔ لجران - کوه اژدها

## جنگ رستم و اژدها
عده‌ای براین باورند که رستم، قهرمان اساطیری ایران، دراین محل همراه با رخش با اژدها درگیر شده و آن را نابود کرده‌است و نقش روی کوه، اثر پرتاب جسد اژدها توسط رستم بر روی این کوه است. البته این باور هیچ پایه علمی و تاریخی ندارد.